# Ghiffa
Ghiffa est une commune d'environ 2 400 habitants, située dans la province du Verbano-Cusio-Ossola, dans la région du Piémont, au nord-ouest de l'Italie.

## Géographie
Ghiffa, située à environ 120 km au nord-est de Turin, et à 7 km au nord-est de Verbania, s'élève à une altitude de 201 m. Construite sur un petit promontoire, la commune, célèbre pour ses villas du XIXe siècle entourées de jardins, domine le Lac Majeur.
Ghiffa est également connue pour son centre de cures thermales, dans lequel les patients bénéficient de traitements « climatiques ».

## Monuments et patrimoine
- Le Mont Sacré de la Sainte Trinité de Ghiffa, classé en 2003 sur la liste du patrimoine mondial par l'Unesco avec les autres Sacri Monti du Piémont et de Lombardie.

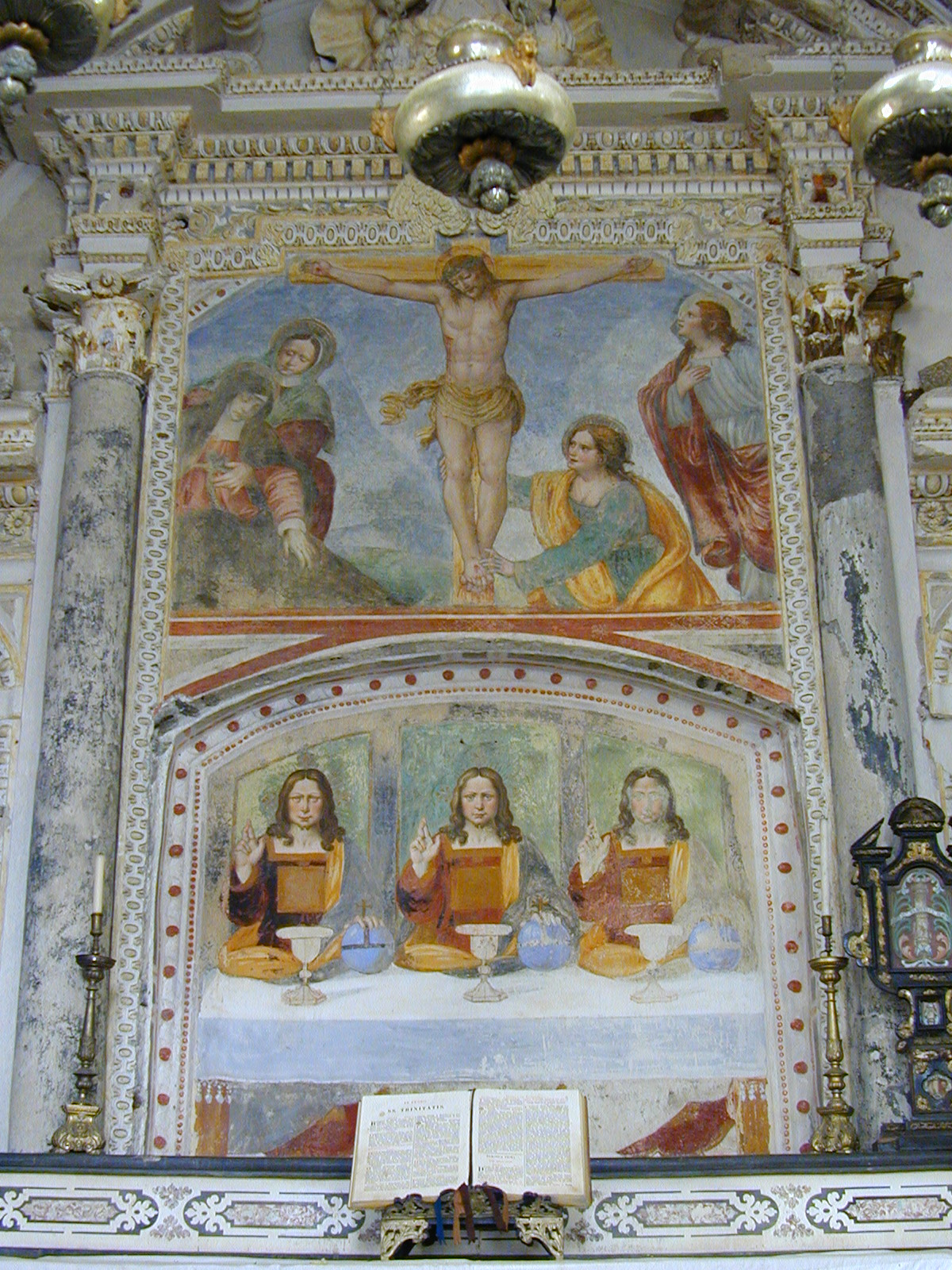
Auteur anonyme du XVIe siècle, Crucufixion et Trinité
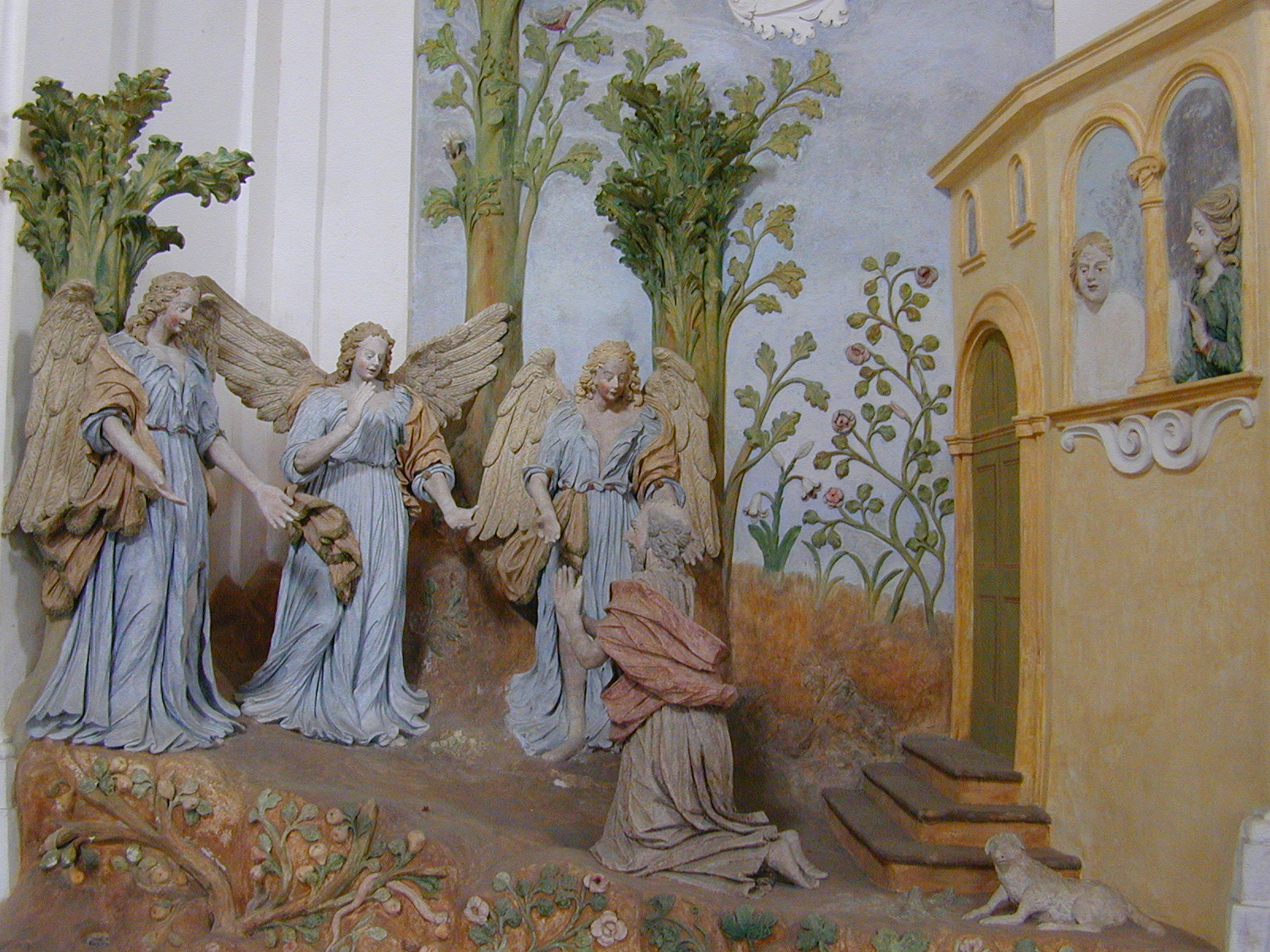
Intérieur de la chapelle d'Abraham
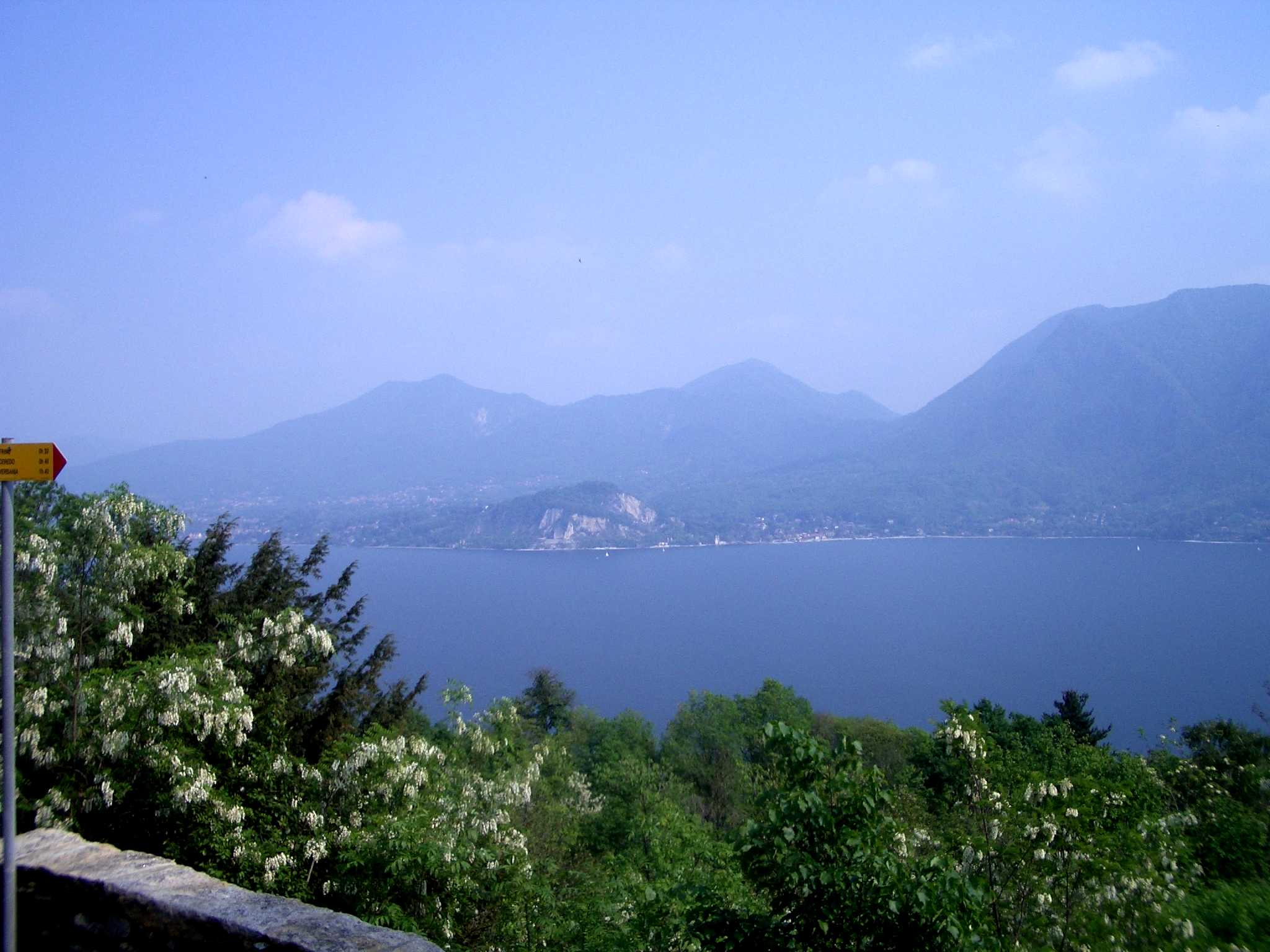
Le lac Majeur vu de la terrasse du Sacro Monte
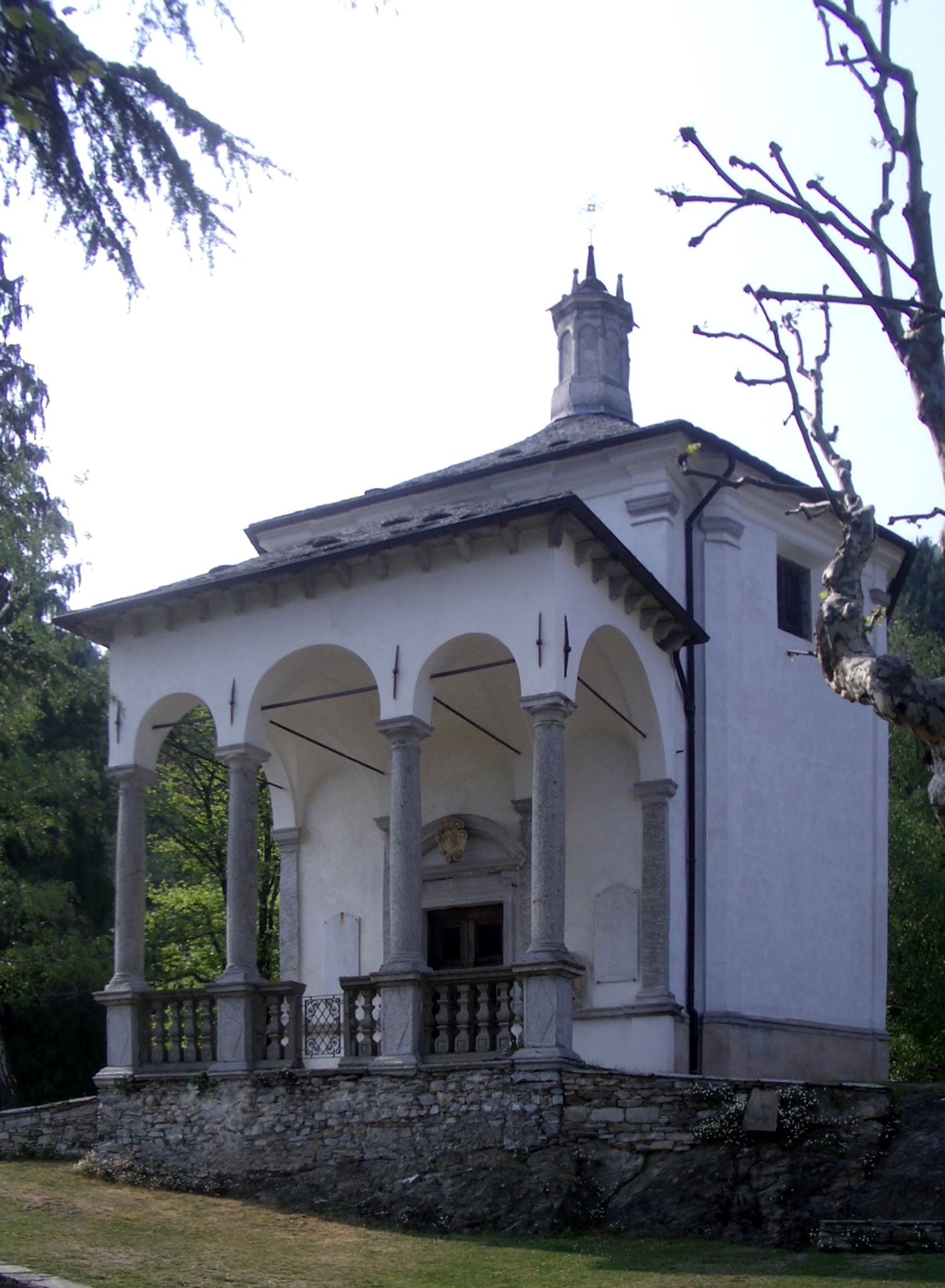
La chapelle du Couronnement de la Vierge

## Administration
| Période                                  | Période  | Identité                 | Étiquette | Qualité |
| ---------------------------------------- | -------- | ------------------------ | --------- | ------- |
| 1990                                     | 1994     | Grezio Demetrio          |           |         |
| 1994                                     | 2004     | Agosti Giovanna in Bersi |           |         |
| 2004                                     | 2014     | Suman Roberto            |           |         |
| 2014                                     | En cours | Lanino Matteo            |           |         |
| Les données manquantes sont à compléter. |          |                          |           |         |

### Hameaux
- frazioni : Caronio, Cargiago, Ceredo, Carpiano, Arca, Selva, Susello, Rometto, Sasso, San Maurizio, Bozzela, Frino, Ronco, Deccio
- Résidences : Villaggio Valdora, Villaggio Miralago

### Communes limitrophes
Arizzano, Bee, Castelveccana, Laveno-Mombello, Oggebbio, Porto Valtravaglia, Premeno, Verbania